# Mahavrata

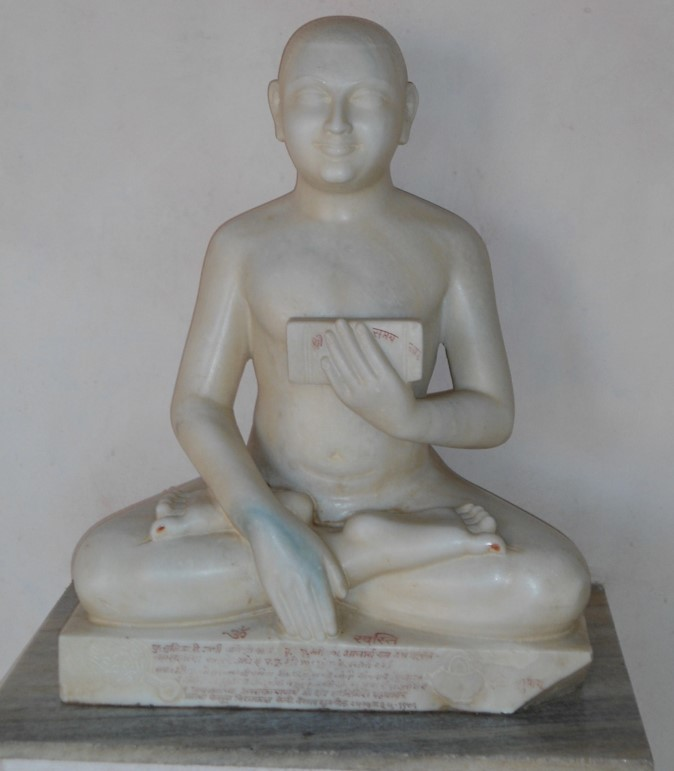
Mahavrata

Mahavrata (Sanskrit, n., महाव्रत, mahāvrata, „großes Gelübde“) bezeichnet ein großes universelles Gelübde bei den Jainas. Bekannt wurden die einzelnen Mahavratas auch durch Mahatma Gandhi, in dessen Lehren jainistisches Gedankengut einfloss.
Die jainistischen Mönche befolgen fünf große Gelübde (vratas):
- Gewaltlosigkeit (Ahimsa)
- Wahrhaftigkeit (Satya)
- Nicht-Stehlen (Achaurya)
- Keuschheit (Brahmacarya)
- der Welt nicht verhaftet sein (Aparigraha)

Jainistische Mönche leben zölibatär, haben keinen Besitz und sind nicht an einen bestimmten Platz gebunden. Sie sind gezwungen zu wandern, außer während der viermonatigen Regenzeit. Die Gelübde für jainistische Mönche sind sehr strikt und wurden in klassischen Texten wie dem Acharanga beschrieben. Sie gehen angeblich bis auf die Lehren von Mahavira zurück.
Für Laien, die verheiratet sind und Güter besitzen, gibt es eine ähnliche Regelwerk an Gelübden, genannt Anuvratas.
Die Yamas im Yoga haben große Ähnlichkeit mit den Mahavratas.